# دوري سان مارينو 1995–96
دوري سان مارينو 1995–96 (بالإيطالية: Campionato Dilettanti 1995-1996)‏ هو الموسم 11 من دوري سان مارينو. أشرف على تنظيمه اتحاد سان مارينو لكرة القدم، وكان عدد الأندية المشاركة فيه 10، وفاز فيه نادي ليبرتاس.